# تاريخ البريد الإلكتروني
يتضمن تاريخ البريد الإلكتروني مجموعة متطورة من التقنيات والمعايير التي بلغت ذروتها في أنظمة البريد الإلكتروني المستخدمة اليوم. 
بات تبادل الرسائل بين مستخدمي نفس النظام باستخدام الحاسوب ممكناً بعد ظهور نظام تقاسم الوقت في أوائل الستينيات، مع تنفيذ ملحوظ من قبل مشروع CTSS التابع لمعهد ماساتشوستس للتكنولوجيا في عام 1965. وسرعان ما توسعت الأساليب غير الرسمية لاستخدام الملفات المشتركة لتمرير الرسائل في أنظمة البريد الأولى. قام معظم مطوري أجهزة الحواسيب المركزية وأجهزة الحاسوب الصغيرة المبكرة بتطوير تطبيقات بريد إلكتروني مماثلة، ولكنها غير متوافقة بشكل عام. كما دعمت بعض الأنظمة شكلًا من أشكال المراسلة الفورية أيضًا، حيث يتعين على المرسل والمستقبل أن يكونا متصلين بالإنترنت في نفس الوقت.
في عام 1971، أرسل راي توملينسون أول رسالة بريد إلكتروني بين جهازي كمبيوتر على شبكة أربانت، مُقدِّمًا بذلك صيغة العنوان المألوفة الآن مع رمز "@" الذي يُشير إلى عنوان نظام المستخدم. وعبر سلسلة من وثائق طلب التعليقات (RFCs)، تم تنقيح الاصطلاحات لإرسال رسائل البريد الإلكتروني عبر بروتوكول نقل الملفات (FTP). تطورت العديد من شبكات البريد الإلكتروني الأخرى في السبعينيات وتوسعت لاحقًا.